# Jitka Čejková
Jitka Čejková (1. srpna 1945 Praha – 2021/2022) byla badatelkou v oblasti histologie a oftalmologie, která vedla Laboratoř histochemie a farmakologie oka v Ústavu experimentální medicíny AV. Její původcovství objevu hemagelu se stalo předmětem sporu dvou ústavů Akademie věd. UEM AV musel stáhnout některé publikované články,  u kterých byla Čejková a její syn spoluautor, protože se ukázaly záměrné manipulace a podvody se vzorky a obrátky v článku. Jitka Čejková nakonec musela UEM AV opustit. 
Ani její smrt nebyla nakonec bezproblémová. Těla Jitky Čejkové a jejího syna Čestmíra byla nalezena v pokročilém stádiu rozkladu na balkoně vlastního domu v roce 2022.